# Reverberáció
A reverberáció a pszichoakusztikában és az akusztikában a hang fennmaradása a hang létrehozása után. Reverberáció vagy reverb akkor keletkezik, amikor egy hang vagy jel visszaverődik és ez számos visszhangot eredményez, amely aztán elcsendesedik, amikor a hangot elnyelik a térben lévő tárgyak felületei - beleértve a bútorokat, az embereket és a levegőt is. Ez főleg akkor figyelhető meg, ha a hangforrás elhallgat, de a visszaverődések folytatódnak, és az amplitúdójuk csökken, amíg el nem éri a nullát.
A reverberáció függ a frekvenciától, a hang hosszától vagy a visszhang idejétől. Különös figyelmet szentelnek neki az olyan helyiségek építészeti tervezésénél, amelyeknek meghatározott visszhangzási időkkel kell rendelkezniük a tervezett tevékenységük optimális teljesítményének elérése érdekében. Egy különálló visszhanghoz képest ami legalább 50-100 milliszekundummal az előző hang után érzékelhető, a reverberáció a visszhangok előfordulása megközelítőleg 50 ms-nál rövidebb időközökben. Az idő múlásával a visszaverődések amplitúdója fokozatosan csökken észrevehetetlen szintre. A reverberáció nem korlátozódik a belső terekre, erdőkben és más kültéri környezetekben is létezik, ahol visszaverődés keletkezik.
Természetes reverberáció akkor lép fel, ha az ember hangvisszaverő felületekkel rendelkező teremben vagy előadótérben énekel, beszél vagy hangszeren játszik. A reverb gyakran elektronikusan adnak hozzá az énekesek énekéhez vagy a hangszerekhez . Ez mind az élő előadásokban, mind a hangfelvételeknél effektusegységek segítségével történik. Az effektusegységeket, amelyek a reverberációs hatás megteremtésére használnak röviden reverb-nek hívják.
Míg a reverberáció általában növeli a rögzített hang természetességét a térérzet hozzáadásával, néha csökkentheti a beszéd érthetőségét, különösen akkor ha zaj is van. A hallókészülékek felhasználói gyakran beszámolnak a érthetőségi problémákról visszhangzó vagy  zajos helyzetekben. A reverberáció egy jelentős hibaforrás az automatikus beszédfelismerésben. A dereverberáció a hang vagy a jel visszhangjának csökkentése.
- Hangpélda reverbTiszta jel, majd hosszabb és hosszabb reverberbációs idővel.

Nem tudod lejátszani a fájlt?

## Reverberációs idő

Egy impulzus által gerjesztett hang színtje visszaverő üregben, az idő függvényében (leegyszerűsített ábra).

A reverberációs idő az az idő amely ahhoz szükséges, hogy a hang elhaljon egy zárt térben, az eredeti hang megszünése után.
A reverberációs idő pontos méréséhez a T60  (a 60dB reverberációs idő rövidítése) kifejezést  használják. A T60 az az idő amely alatt a hangnyomás szintje 60 decibellel csökken a generált hang hirtelen befejezése után.
A reverberációs időt gyakran egyetlen értékként adják meg, ha szélessávú jelként mérik (20 Hz-től 20-ig kHz). Mivel azonban frekvenciafüggő, pontosabban leírható a frekvenciasávokkal (egy oktáv, 1/3 oktáv, 1/6 oktáv stb.). A keskeny sávokban mért idő a frekvenciasávtól függően változik. A pontosság érdekében lényeges tudni, hogy milyen frekvenciatartományokban történt a mérés.
A 19. század végén Wallace Clement Sabine kísérleteket folytatott a Harvard Egyetemen, hogy megvizsgálja az abszorpció hatását a visszhangra. Hordozható orgonasípokat használva hangforrásként, a stopperórával mérte az időt a hangforrás megszakításától a hang teljes elhalásáig (a különbség körülbelül 60 dB). Megállapította, hogy a reverberációs idő egyenesen arányos a helyiség méreteivel és fordítottan arányos az abszorpció mértékével.
Egy terem optimális reverberációs ideje függ a lejátszandó zene típusától. A beszédhez használt helyiségeknek általában rövidebb reverberációra van szükségük, hogy a beszédet érthetőbb legyen. Ha az egy szótag visszavert hangja még hallatszik a következő szótag elhangzásakor akkor nehéz lehet megérteni az elmondottakat. A "lat", a "lab" és a "lap" nagyon hasonló lehet. Ha viszont a visszhang ideje túl rövid, akkor a hangszín és a hangerő károsodhat. A reverberációs effektusokat gyakran használnak a stúdiókban a hangok mélységének növelése érdekében. Az reverberáció megváltoztatja a hang észlelt spektrális szerkezetét, de nem változtatja meg a hangmagasságot.
Egy terem reverberációs idejét befolyásolja a mérete, az alakja, valamint a felépítéséhez használt anyagok. A benne elhelyezett tárgyak is befolyásolhatják ezt, beleértve az embereket és a holmijúikat is.

## A reverberációs idő mérése

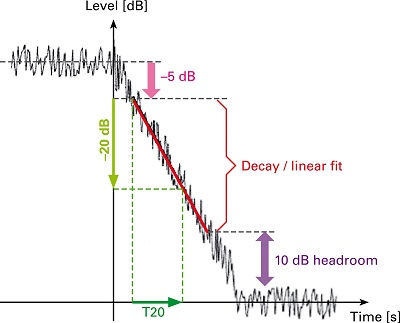
Automatikusan meghatározott T20 érték - 5dB indítási érzékenység - 20dB mérés - 10dB maradék zajszint.

Régebben az utózengési idő csak egy szintrögzítővel volt mérhető (olyan ábrázoló eszköz, amely a zajszintet az idő függvényében ábrázolja egy mozgó papírszalagon). Ha egy hangos zaj keletkezik, ahogy a hang elhal, a szintrögzítő vonala egyértelmű lejtést mutat. Ennek a lejtésnek az elemzése feltárja a mért visszaverődési időt. Néhány modern digitális zajszintmérő automatikusan elvégzi ezt az elemzést. 
Számos módszer létezik a reverberációs idő mérésére. Az impulzus mérhető kellően nagy zaj létrehozásával (amelynek meghatározott határértékkel kell rendelkeznie). Impulzus-zajforrások, például pisztolylövés vagy léggömb-pukkanás használhatók egy helyiség impulzusreakciójának mérésére.
Alternatív megoldásként véletlenszerű zajt, például rózsaszínű vagy fehér zajt generálnak egy hangszórón keresztül, majd kikapcsolják. Ezt megszakított módszernek, a mért eredményt pedig megszakított válasznak nevezik.
Két-portos mérőrendszerrel is mérhető egy térbe bejutott zaj, és összehasonlítható azzal, amit később mérnek a térben. Vegyük fontolóra a hangszóró által a helyiségbe visszajátszott hangot. A szoba hangját rögzíteni lehet, és összehasonlítani lehet azzal, amit a hangszóróra küldtek. A két jel matematikailag összehasonlítható. Ez a két portos mérőrendszer Fourier-transzformációt alkalmaz a helyiség impulzusválaszának matematikai levezetésére. Az impulzus válasz alapján kiszámítható a reverberáció ideje. A kétportos rendszer használata lehetővé teszi a visszhangzási idő hangos impulzusoktól eltérő jelekkel történő mérését. Zene vagy más hangok felvétele használható. Ez lehetővé teszi a méréseket egy szobában, miután a közönség jelen van.
Bizonyos megkötések mellett még az egyszerű hangforrások, például a tapsolás is használhatók a reverberáció mérésére 
A reverberációs időt általában elnyelési időnek nevezzük, és másodpercekben mérjük. A mérés során használt frekvenciasávról lehet, hogy nem. A bomlási idő az az idő, amely alatt a jel csökken 60-ig dB az eredeti hang alatt. Gyakran nehéz annyi hangot juttatni a helyiségbe, hogy 60-as bomlást mérhessünk dB, különösen alacsonyabb frekvenciákon. Ha a bomlás lineáris, akkor elegendő egy 20-as csepp mérése dB-t, és szorozzuk meg az időt 3-mal, vagy 30-mal dB és szorozzuk meg az időt 2-vel. Ezek az úgynevezett T20 és T30 mérési módszerek.
Az RT60 utózengési idő mérését ISO szabványok valamint az ASTM E2235 szabvány szabályozzák. Az ISO 3382-1 szabvány előadótermekre, az ISO 3382-2 szabvány lakószobákra és az ISO 3382-3 szabvány nyitott terű irodákra vonatkozik.
A reverberációs idő fogalma közvetett módon feltételezi, hogy a hang elenyészési sebessége exponenciális, így a hangszint rendszeresen csökken, ugyanolyan dB/s sebességgel. A valóságban ez nem gyakran fordul elő, a visszaverő, szétszóró és elnyelő felületek következtében. Ezenkívül a hangszint egymás utáni mérése sokszor nagyon eltérő eredményeket ad, mivel a gerjesztő hangok fáziskülönbségei igen különböző hanghullámokban alakulnak ki.

### Sabine képlete
Sabine reverberációs egyenletét az 1890-es évek végén empirikus módon fejlesztette ki. Kapcsolatot teremt egy szoba T60--ja, térfogata és teljes abszorpciója között (egysége a sabin) amit az alábbi egyenlet fejez ki:
{\displaystyle T_{60}={\frac {24\ln 10^{1}}{c_{20}}}{\frac {V}{Sa}}\approx 0.1611\,\mathrm {s} \mathrm {m} ^{-1}{\frac {V}{Sa}}} .
ahol c20 a helyiség hangsebessége (20 °C), V a helyiség térfogata m3 -ben, S a szoba teljes felülete m2 -ben, a a szoba felületek átlagos abszorpciós együtthatója, az Sa szorzat pedig a teljes abszorpció sabinban.
A teljes abszorpció (és ezáltal a visszhangzási idő) általában a frekvenciától függően változik (amelyet a terem akusztikai tulajdonságai határoznak meg). Az egyenlet nem veszi figyelembe a helyiség alakját vagy a levegőn átjutó hang veszteségeit (nagyobb termekben fontos). A legtöbb helyiség kevesebb hangenergiát nyel el az alacsonyabb frekvenciatartományokban, ami hosszabb reverb-időket eredményez alacsonyabb frekvenciákon.
Sabine arra a következtetésre jutott, hogy az utózengés ideje a csarnok belsejében használt különféle felületek visszaverődési tulajdonságától függ. Ha a reflexió koherens, a terem visszhangzási ideje hosszabb lesz mivel a hangnak több időre van szüksége az elenyészésig.
Az RT60 reverberációs idő és a terem V térfogata nagymértékben befolyásolja a dc kritikus távolságra (feltételes egyenlet):
{\displaystyle d_{\mathrm {c} }\approx 0{.}057\cdot {\sqrt {\frac {V}{RT_{60}}}}}
ahol a kritikus távolságot {\displaystyle d_{c}} méterben, a térfogatot {\displaystyle V} m³-ben és az RT60 visszhangzási időt másodpercben mérjük.

### Abszorpciós együttható
Az anyag abszorpciós együtthatója 0 és 1 közötti szám, amely a felület által elnyelt hangarányt mutatja a szobába visszavert arányhoz képest. A nagy, nyitott ablak nem okozna visszaverődést, mivel az azt elérő hang egyenesen kijut és egyetlen hang sem reflektálódik. Ennek abszorpciós együtthatója 1 lenne. Ezzel szemben egy vastag, sima festett beton mennyezetnek, ami egy tükör akusztikai megfelelője lenne, az abszorpciós együtthatója nagyon közel lenne a 0-hoz.

### Reverb a zeneszerzésben és az előadásban
Számos zeneszerző a reverbet használ fő hangforrásként, ami ugyanolyan jelentőséggel bír mint maga a hangszer. Például Pauline Oliveros, Henrique Machado  és még sokan mások. A terem visszhangzó tulajdonságainak kihasználása érdekében a zeneszerzőnek meg kell vizsgálnia és ki kell próbálnia az adott környezet hangreakcióját, amely hatással lesz rá és inspirálja a zenemű létrehozásában.

## Reverberációs hatások létrehozása
Az előadó vagy az élő vagy felvett zene producere gyakran reverberációt alkalmaz egy műben. Számos rendszert fejlesztettek ki a utózengés előállítására vagy szimulálására.

### Kamrás reverbek
A felvételekhez létrehozott első reverberációs effektektusok valódi fizikai teret használtak, mint természetes visszhangkamrát. Hangszóró játssza le a hangot, majd egy mikrofon újra felveszi, beleértve a visszhang hatásait is. Bár ez még ma is elterjedt technika, a hátránya, hogy külön hangszigetelt helyiséget igényel és a reverberációs idő változtatása körülményes.

### Lemezes reverbek
A lemezes rendszer egy elektromechanikus átalakító, hasonlóan egy hangszóróhoz, rezgéseket hoz létre nagy fémlemezekben. A lemezek mozgását egy vagy több kontaktmikrofon veszi fel, aminek az eredménye egy audiojel, amely hozzáadható az eredeti "száraz" jelhez. Az 1950 - es évek végén az Elektro-Mess-Technik (EMT) bevezette az EMT 140 reverbet. A felvételi stúdiókban népszerű rendszer sok olyan slágerlemezhez járult hozzá, mint a Beatles és a Pink Floyd albumok, amelyeket az 1960-as években az Abbey Road Studiókban vettek fel, míg másokat Bill Porter a nashville-i RCA Studio B-ban. A korai egységeknek csak egy hangszedője volt a monó kimenethez, a későbbi modellekben már két hangszedő szerepelt sztereó használatra. A visszaverődés időtartama egy keretes akusztikus csempékből készült csillapító párnával állítható be. Minél közelebb van a csillapító, annál rövidebb a reverberáció ideje. A betét azonban soha nem érinti a lemezt. Néhány egység távirányítóval is rendelkezett.

### Rugós reverberek
A rugós zengető rendszer a rugó egyik végén egy átalakítót, a másikban pedig egy hangszedőt használ, hasonlóan a lemez reverbekhez, hogy létrehozzon rezgéseket egy fémrugóban . Laurens Hammond 1939-ben szabadalmaztatott  egy rugós mechanikus reverb rendszert. A Hammond-orgona beépített rugós reverbet használt.
A rugós reverbekat egykor széles körben alkalmazták a félprofi felvételekben, és olcsóságuk és kis méretük miatt gyakran beépítik őket gitár erősítőkbe. Az egyik előnye a kifinomultabb alternatívákkal szemben az, hogy speciális effektusok létrehozására szolgálnak; például ide-oda ringatva mennydörgő, összeomló hangot hoz létre, amelyet a rugók egymásnak ütközése gerjeszt.

### Digitális reverbek

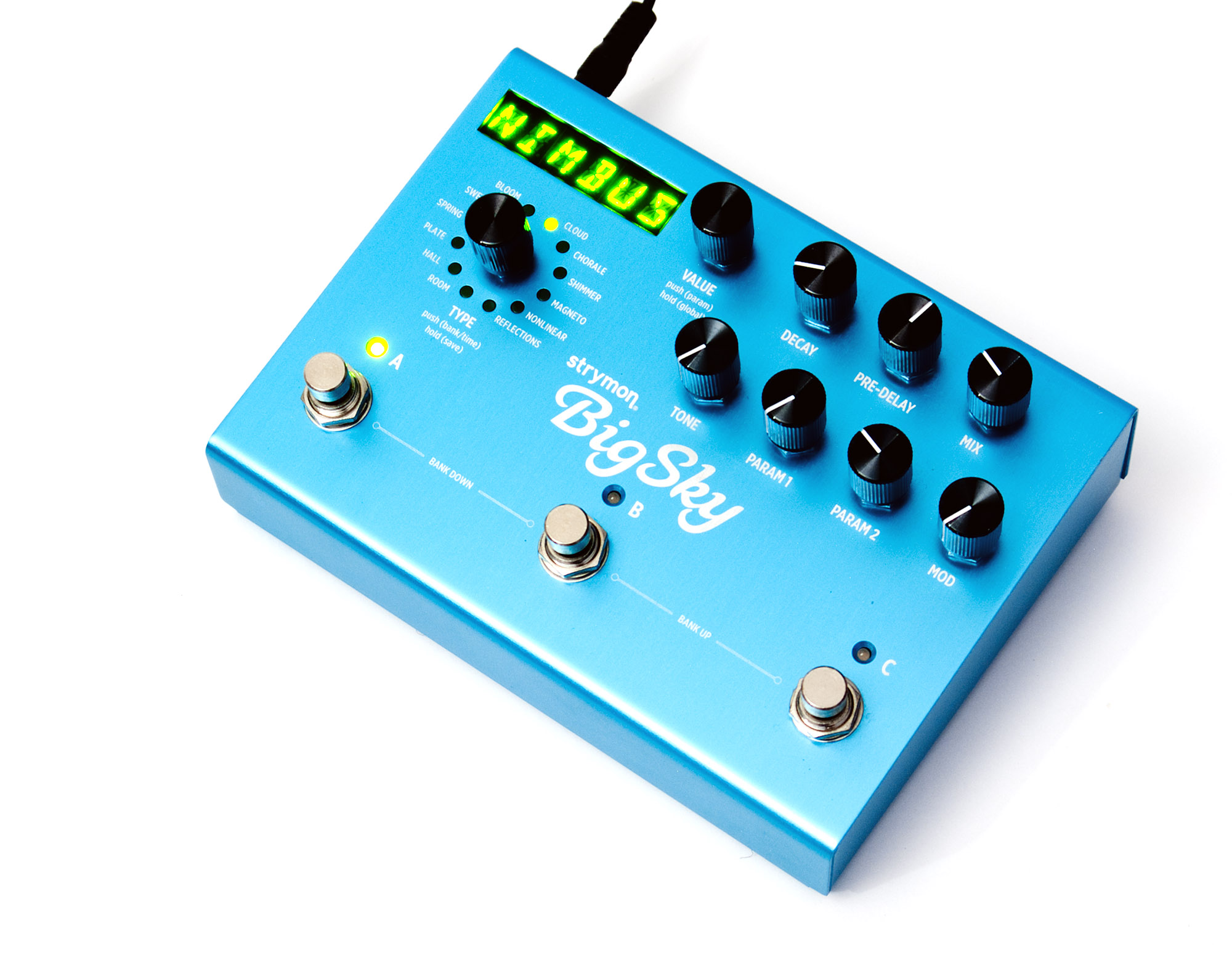
Strymon BigSky digitális reverb

A digitális reverberátorok különböző jelfeldolgozó algoritmusokat használnak a reverb effektus létrehozásához. Mivel a reverberációt alapvetően nagyon sok visszhang okozza, az egyszerű visszhangzó algoritmusok több visszacsatolási késleltetési áramkört használnak egy nagy, bomló visszhangsorozat létrehozására. A fejlettebb digitális zengető generátorok szimulálhatják egy adott szoba idő- és frekvenciatartomány-válaszát (a helyiség méreteinek, abszorpciójának és egyéb tulajdonságainak felhasználásával). Egy koncertteremben mindig a közvetlen hang érkezik először a hallgató füléhez, mert a legrövidebb utat követi. Nem sokkal a közvetlen hang után megérkezik a visszhangzó hang. A kettő közötti időt "előzetes késésnek" nevezzük.
A reverberáció vagy informálisan a "reverb" vagy a "verb" az egyik leggyakrabban használt hangeffektus és gyakran megtalálható a gitárpedálokban, a szintetizátorokban, az effektus egységekben, a digitális audio munkaállomásokban (DAW) és a VST plug-inekben.

#### Konvolúciós reverb
A konvolúciós reverberáció egy folyamat, amelyet a reverberáció digitális szimulációjára használnak. A hatás előállításához a matematikai konvolúciós műveletet, a modellezett tér impulzus-válaszának előre rögzített hangmintáját és a visszhangozni kívánt hangot használja. Az impulzus-válasz felvételt először egy digitális jelfeldolgozó rendszerben tárolják. Ez aztán összekapcsolódik a feldolgozandó bejövő audiojellel.

## Fordítás
Ez a szócikk részben vagy egészben  a   Reverberation című angol Wikipédia-szócikk fordításán alapul.  Az eredeti cikk szerkesztőit annak laptörténete sorolja fel. Ez a jelzés csupán a megfogalmazás eredetét és a szerzői jogokat jelzi, nem szolgál a cikkben szereplő információk forrásmegjelöléseként.